# Emily Kinney
Emily Rebecca Kinney (Wayne, Nebraska, 15 d'agost de 1985) és una actriu, cantant i compositora estatunidenca, més coneguda pel seu paper com Beth Greene en la sèrie televisiva de drama i horror d'AMC The Walking Dead. També ha aparegut en altres sèries de televisió com Showtime, aclamada per la crítica, Masters of Sex, The Flaix i més tard Arrow. Kinney formara part del repartiment principal de la serie d'ABC Conviction del 2016, al costat de Hayley Atwell.
Kinney Va néixer a Wayne, Nebraska, filla de Vaughn i Jean Kinney. Durant la seva joventut, es van traslladar sovint a Nevada, Oregon, i altres parts de Nebraska. Kinney va assistir a Universitat de Nova York per un semestre. El 2006, es va graduar a la Universitat Wesleyan de Nebraska. amb un Bachelor of Arts grau en teatre. Kinney llavors va anar a Nova York, on va treballar al Teatre de Broadway.
En 2011, va començar a interpretar a Beth Greene, un personatge recurrent de la serie de drama i horror d'AMC The Walking Dead. Tot i que ella tenia 25 anys a l'inici de la producció, el seu personaje Beth era la germana de 16 anys de Maggie a la segona temporada. Va contribuir en la banda sonora Original, Vol. 1, on va col·laborar amb Lauren Cohan en el single, "The Parting Glass". Kinney va acabar el seu paper en la sèrie el 2014, encara que va fer una aparició final el 2015 en el novè episodi de la cinquena temporada.

## Filmografia
- The Walking Dead (2011-2015)

## Discografia
- Blue Toothbrush (2011)
- Expired Love (2013, 2014)[11]
- This Is War (2015)

## Premis i nominacions
| Year | Nominated work   | Award                                   | Result |
| ---- | ---------------- | --------------------------------------- | ------ |
| 2015 | The Walking Dead | Saturn Awards - Best Supporting Actress |        |